# Saint-Bonnet-les-Oules
Saint-Bonnet-les-Oules är en kommun i departementet Loire i regionen Auvergne-Rhône-Alpes i centrala Frankrike. Kommunen ligger i kantonen Saint-Galmier som tillhör arrondissementet Montbrison. År 2022 hade Saint-Bonnet-les-Oules 1 817 invånare.

## Befolkningsutveckling
Antalet invånare i kommunen Saint-Bonnet-les-Oules
| Referens: INSEE |